# Varbergs kommunvapen

Varbergs kommunvapen

Varbergs kommunvapen är kommunvapen för Varbergs kommun i Hallands län. Före kommunreformen 1971 användes vapnet av Varbergs stad. Då kommunen bildades beslöt man att använda vapnet som kommunvapen. Det registrerades hos Patent- och registreringsverket 1974.
Vapnet har sitt ursprung i ett sigill från 1536, men blasoneringen fastställdes inte förrän 1938.
Vapenskölden visar en ek, ett torn och en bock på ett treberg. Dessa element knyter an till Varbergs historia. Själva treberget symboliserar det vårdkasberg på vilket Varbergs fästning anlades. På Getterön ska under medeltiden ha funnits ekskog. Tornet kan möjligen vara en avbildning av det så kallade Munktornet på Varbergs fästning, kan också enligt vissa teorier vara ett kruttorn som stod på Varbergs fästning, eller också är det bara en symbol för en stad. Geten kommer av att staden i äldre tider hette Getakärr, eller Getsjö (latin: lacus caprinus), som omnämns av Saxo Grammaticus i samband med slaget vid Nissan 1062. Namnet går igen i Getterön.

## Blasonering
Blasoneringen lyder: I fält av silver en från ett grönt treberg växande grön ek, åtföljd till höger av ett på berget stående, rött torn med huv, till vänster av en på berget likaledes stående upprest, röd bock med beväring av guld.